# F&M Antas
Antas V8 (Antas vuol dire Aquila in Etrusco) è un'automobile sviluppata dall'atelier italiano F&M (Faralli & Mazzanti), il sistema di produzione è interamente artigianale. La carrozzeria, caratterizzata da linee sinuose e grintose, copre il motore V8 Maserati da 310 cv.
Il bolide è stato presentato per la prima volta al pubblico al Top Marques di Monaco nel 2006, molta notizia ha fatto la possibilità di modificare la vettura a piacimento del possibile acquirente, sia negli esterni che negli interni e perfino nella meccanica. Non sono noti ufficialmente i dati di produzione del modello.

## Antas e Speed Racer
La Antas è comparsa nel film dei fratelli Wachowski (registi di Matrix) Speed Racer uscito a marzo 2008.